# Pseudobulweria
Pseudobulweria es un género de aves marinas Procellariiformes de la familia de los Procellariidae, en la actualidad de la década del año 2010 tiene 4 especies y dos subespecies, en el siglo XVI se extinguió 1 especie que habitaba la isla Santa Elena, fue determinado por restos fósiles. Habita el Océano Indo-Pacífico.

## Especies
- Pseudobulweria aterrima - petrel de Reunión;
- Pseudobulweria becki - petrel de Beck;
- Pseudobulweria macgillivrayi - petrel de las Fiyi;
- Pseudobulweria rostrata - petrel de Tahití;
- Pseudobulweria rupinarum † - petrel de Santa Elena (especie extinta en el siglo XVI).[2]

## Subespecies
- Pseudobulweria rostrata rostrata (Peale, 1848)
- Pseudobulweria rostrata trouessarti (L. Brasil, 1917)